# Eccopa oculita
Eccopa oculita är en fjärilsart som beskrevs av Karsch 1899. Eccopa oculita ingår i släktet Eccopa och familjen snigelspinnare. Inga underarter finns listade i Catalogue of Life.